# Baker Karim
Abu-Baker Karim, född 7 april 1974 i Kampala i Uganda, är en svensk regissör och filmproducent.
Baker Karims familj kom till Sverige som flyktingar från Idi Amins välde i Uganda 1975, när han var ett år gammal. Han är bror till  Alexander Karim och Osmond Karim och växte upp i Uppsala och Helsingborg. Som 15-årig reste han till USA för att hjälpa sin äldre bror Osmond Karim med en examensfilm, för vilken han fick ansvar för ljussättningen. Han har studerat konst i Los Angeles och film på American Film Institute och arbetat på Roger Cormans produktionsbolag Concorde/New Horizons.
Karim gjorde  långfilmsdebut med Fyra kvinnor (Folkets Bio, 1999). Året därpå Guldbaggenominerades han för sin kortfilm Malcolm. Sedan dess har han främst varit verksam inom TV. Karim skrev, fotograferade, regisserade och klippte TV-serien Familjen Babajou (SVT 2009) som nominerades till Kristallen.
Karim har arbetat som regissör, manusredaktör/författare, klippare och redigeringskonsult, samt fotograf, på flera svenska film- och TV-bolag, som Memfis Film, Yellowbird, Bob Film, SF, Tre Vänner och Anagram Produktion. Mellan 2013 och 2016 var han långfilmskonsulent på Svenska Filminstitutet.

## Regi i urval
- 2001 – Fyra kvinnor
- 2002 – Malcolm
- 2003 - The Apple Tree
- 2003 - Swedenhielms (TV)
- 2004 – Orka! Orka! (TV-serie)
- 2005 - Fragments of an Unfinished Journey
- 2009 – Familjen Babajou (TV-serie)
- 2024 – The Dog

## Filmmanus i urval
- 2000 - Rampljus
- 2001 – Fyra kvinnor
- 2005 - Fragments of an Unfinished Journey
- 2024 – The Dog

## TV-medverkan
- 2018 – En familjehistoria (TV-serie)